# Břetislav Čudovský
Břetislav Čudovský (12. listopadu 1950 – 1. ledna 2013 Třinec) byl český fotbalový brankář. Jeho bratr Zdeněk Čudovský byl také prvoligovým fotbalistou.

## Fotbalová kariéra
V československé lize chytal za TŽ Třinec v sezoně 1975/76.

## Ligová bilance
| Ročník                                   | Zápasy | Góly | Minuty | Nuly | Klub      |
| ---------------------------------------- | ------ | ---- | ------ | ---- | --------- |
| 1. československá fotbalová liga 1975/76 | 1      | 0    | 20     | 0    | TŽ Třinec |
| CELKEM                                   | 1      | 0    | 20     | 0    |           |